# Manuel Velasco Coello
Manuel Velasco Coello, né le 7 avril 1980 à Tuxtla Gutiérrez, est un homme politique mexicain, membre du Parti vert écologiste et gouverneur de l'État du Chiapas de 2012 à 2018.